# Retour à Gorée
Retour à Gorée è un film del 2006 diretto dal regista svizzero Pierre-Yves Borgeaud, prodotto in Svizzera e in  Lussemburgo, presentato al 27º Festival di cinema africano di Verona.

## Trama
La storia racconta del viaggio che effettuano il cantante senegalese Youssou N'Dour e il pianista svizzero Moncef Genoud. Giunti a Gorée, isola senegalese simbolo della schiavitù per il suo passato, i musicisti organizzano un concerto con altri cantanti incontrati durante il viaggio.

## Riconoscimenti
- Pan African Film Festival
  - Miglior documentario
- European Film Festival
  - Premio del pubblico
- Festival Du Film Européen
  - Premio del pubblico